# تيموثي بوتس
تيموثي بوتس (بالإنجليزية: Timothy Potts)‏ هو عالم إنسان وشخصية أعمال أمريكي وأسترالي، ولد في 1958 في سيدني في أستراليا.